# Fransy Ochoa
Fransy Grechin Ochoa Izquierdo (Santa Clara, 13 settembre 1990) è un'ex cestista cubana.

## Carriera
Con Cuba ha disputato i Campionati mondiali del 2014 e tre edizioni dei Campionati americani (2013, 2015, 2017).